# Kandts astrild
Kandts astrild (Estrilda kandti) is een vogel uit de familie van de prachtvinken (Estrildidae). Deze prachtvink wordt vaak nog beschouwd als een ondersoort van de zwartkapastrild (E. atricapilla) en heeft daarom geen vermelding op de Rode Lijst van de IUCN.

## Verspreiding en leefgebied
Deze soort telt twee ondersoorten:
- E. k. kandti: het oostelijke deel van Centraal-Congo-Kinshasa, Oeganda, Rwanda en Burundi.
- E. k. keniensis: centraal Kenia.